# ナンブソウ
ナンブソウ（南部草、学名：Achlys japonica）は、メギ科ナンブソウ属の多年草。

## 特徴
地下には細い根茎が横に這う。茎の高さは20-30cmになり、全草無毛である。根出葉は長さ6-10cmになる細長い葉柄があり、根茎の先端から伸びる。無柄の3小葉からなる根出葉は、長さ6-10cm、幅4-8cmになる。頂小葉は倒卵形から菱状広卵形で先が3浅裂し、2つの側小葉はゆがんだ扇形で先が波状に2-3裂し、裂片の先端は鈍い。葉質は膜質でなめらかで、裏面は白緑色になる。
花期は5-6月。根茎の端から花茎を出して直立し、その先に白色のやや多数の花を穂状花序につける。花は径約7mmで、萼片と花弁が退化している。雄蕊は9-15個あり、花糸はへら形で、長さは長短不ぞろいである。雌蕊は1個で、基部に1個の胚珠がある。果実は長さ3-4mmの腎形の袋果となり、中に種子1個が入り、裂開する。

## 分布と生育環境
日本では北海道、本州の東北地方に分布し、山地の落葉広葉樹林の林床に生育する。比較的稀に生える植物である。世界では、朝鮮半島北部に分布する。

## 名前の由来
和名のナンブソウは「南部草」の意で、岩手県中部および北部の「南部地方」に由来する。タイプ標本は岩手県南部産である。

## ギャラリー

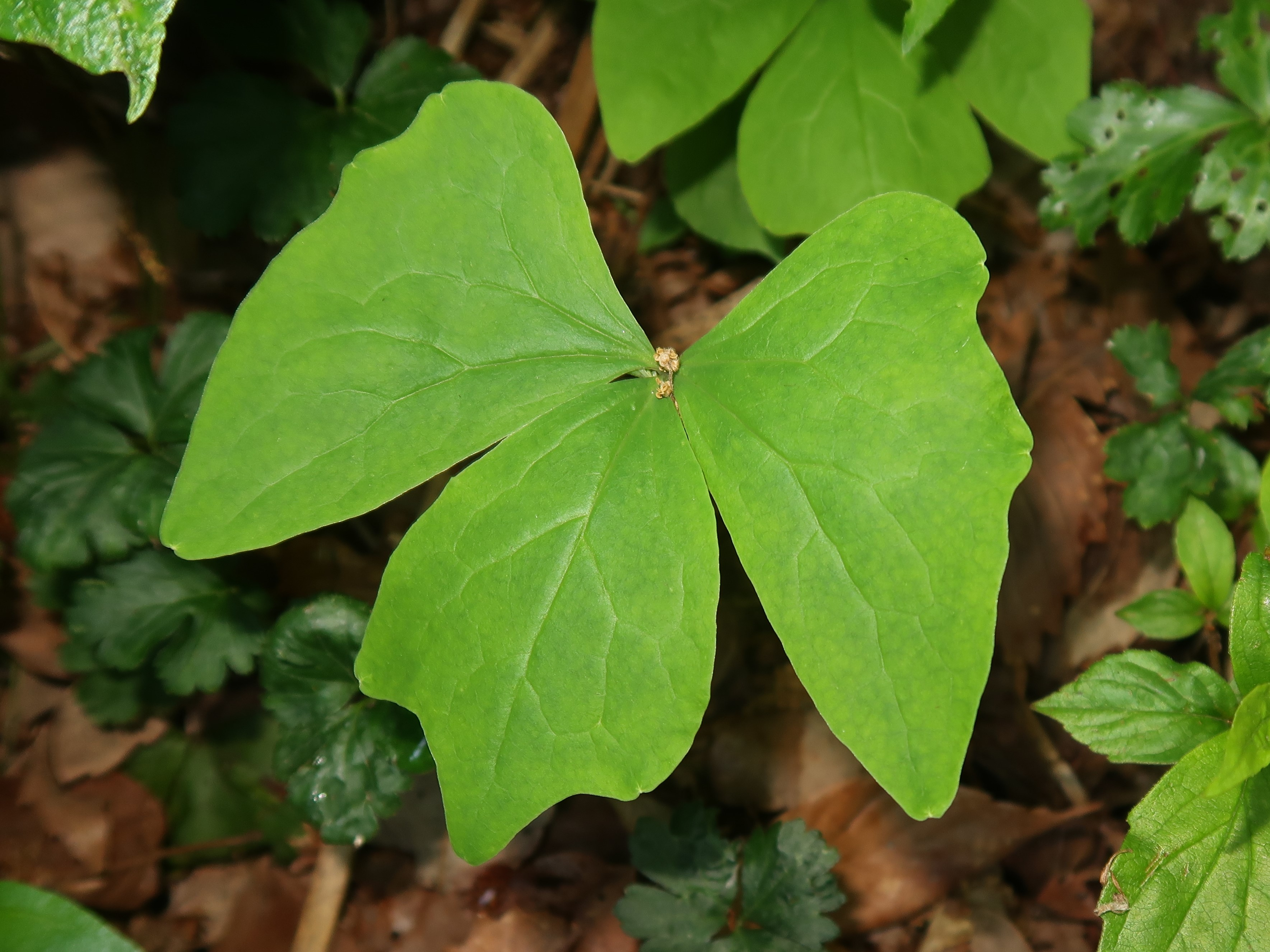
根出葉は無柄で3出複葉。頂小葉は先が3浅裂し、2つの側小葉は先が波状に2-3裂する。
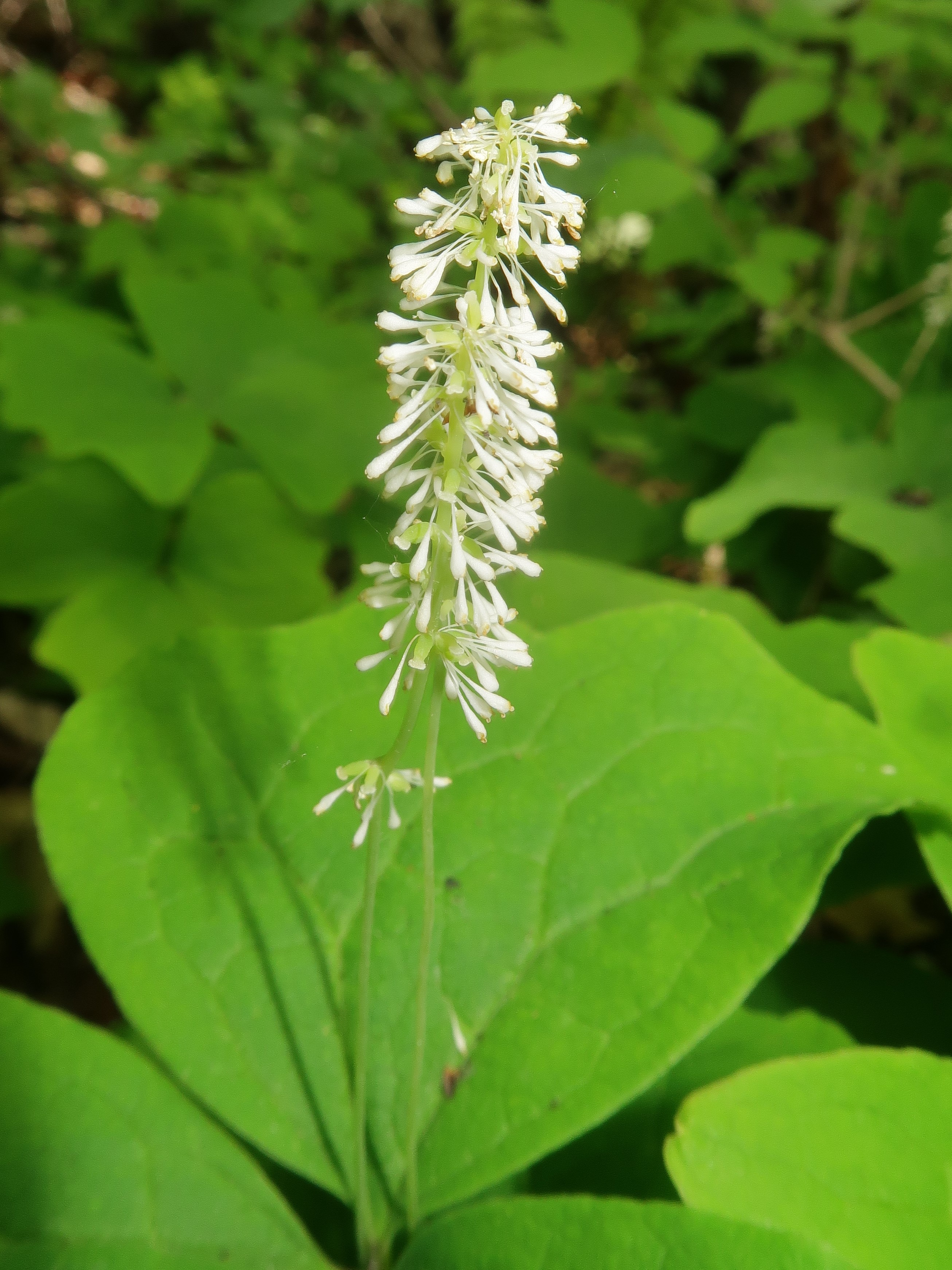
花弁はない。雄蕊は多数あり、花糸はへら形で、長さは長短不ぞろい。雌蕊は1個あり、短い。